# Italiaans voetballer van het jaar
De Italiaans voetballer van het jaar (Italiaans: Migliore calciatore italiano) is een jaarlijkse prijs, georganiseerd door de Associazione Italiana Calciatori (AIC), die wordt uitgereikt aan de beste Italiaanse voetballer van het afgelopen Serie A seizoen.

## Winnaars

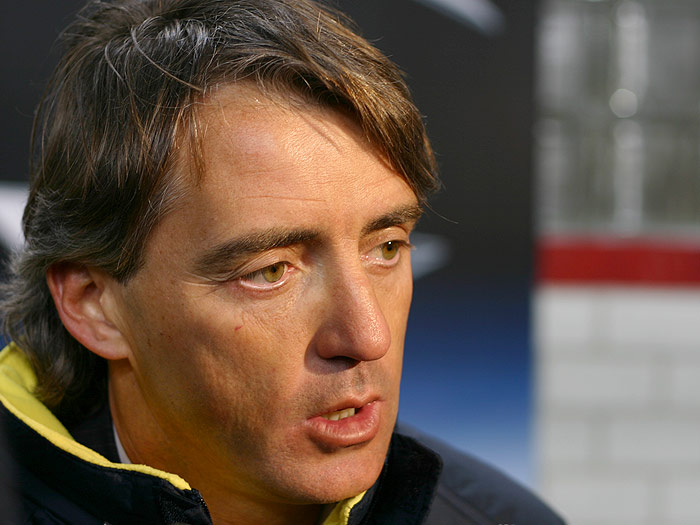
Roberto Mancini, winnaar in 1997

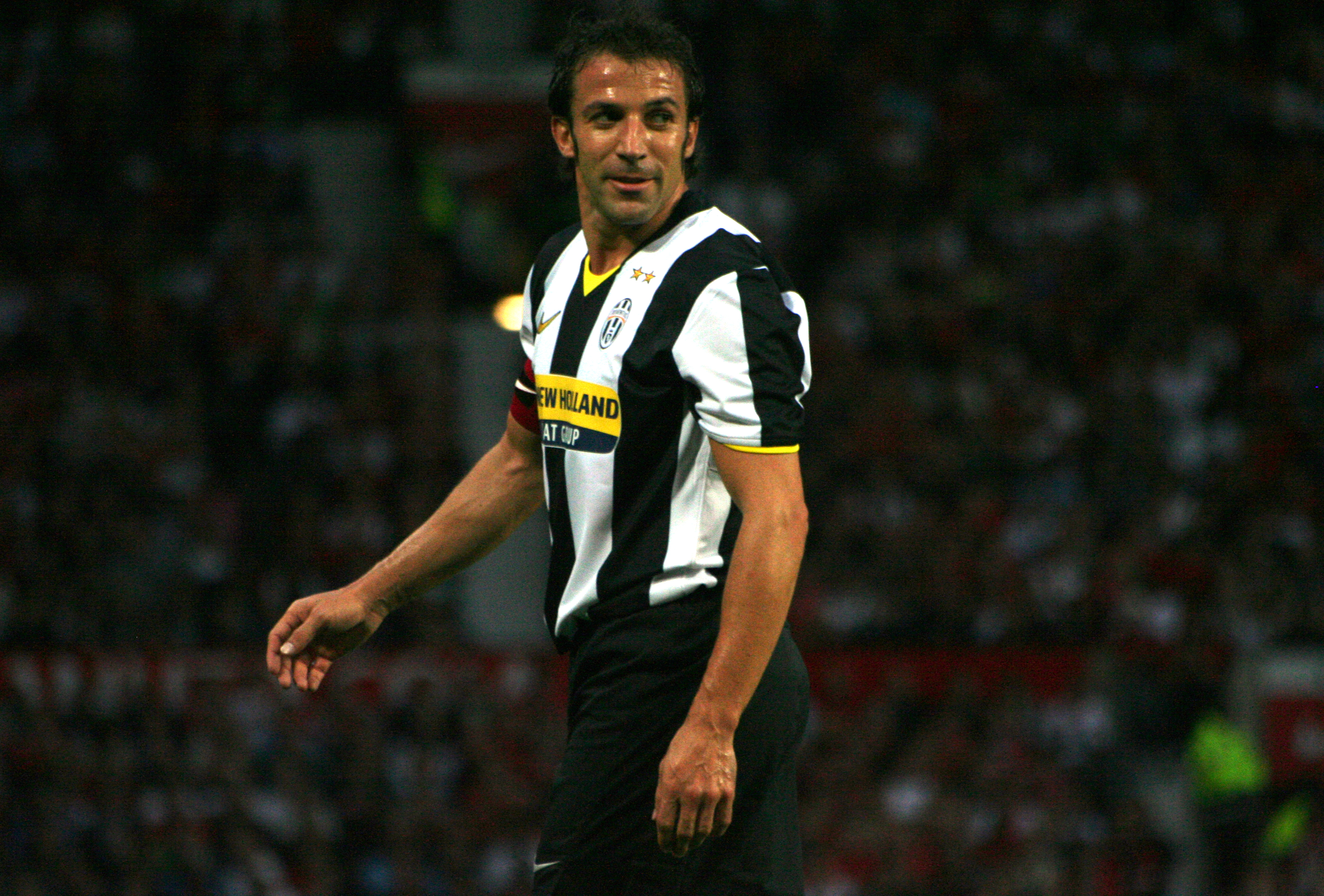
Alessandro Del Piero, winnaar in 1998 en 2008

| Jaar | Speler               | Club                   |
| ---- | -------------------- | ---------------------- |
| 2010 | Antonio Di Natale    | Udinese Calcio         |
| 2009 | Daniele De Rossi     | AS Roma                |
| 2008 | Alessandro Del Piero | Juventus               |
| 2007 | Francesco Totti      | AS Roma                |
| 2006 | Fabio Cannavaro      | Juventus / Real Madrid |
| 2005 | Alberto Gilardino    | Parma / AC Milan       |
| 2004 | Francesco Totti      | AS Roma                |
| 2003 | Francesco Totti      | AS Roma                |
| 2002 | Christian Vieri      | Inter Milan            |
| 2001 | Francesco Totti      | AS Roma                |
| 2000 | Francesco Totti      | AS Roma                |
| 1999 | Christian Vieri      | Inter Milan            |
| 1998 | Alessandro Del Piero | Juventus               |
| 1997 | Roberto Mancini      | Sampdoria / Lazio      |